# جورج لوك
جورج لوك (بالإنجليزية: George Luke)‏ (17 ديسمبر 1933 بنيوكاسل أبون تاين في المملكة المتحدة - 24 مارس 2010 في المملكة المتحدة) هو لاعب كرة قدم بريطاني في مركز الوسط. لعب مع نادي هارتلبول يونايتد ونيوكاسل يونايتد ودارلينجتون إف سى.

## وصلات خارجية
- جورج لوك على موقع قاعدة بيانات كرة القدم.إي يو (الإنجليزية)